# Brahmaan

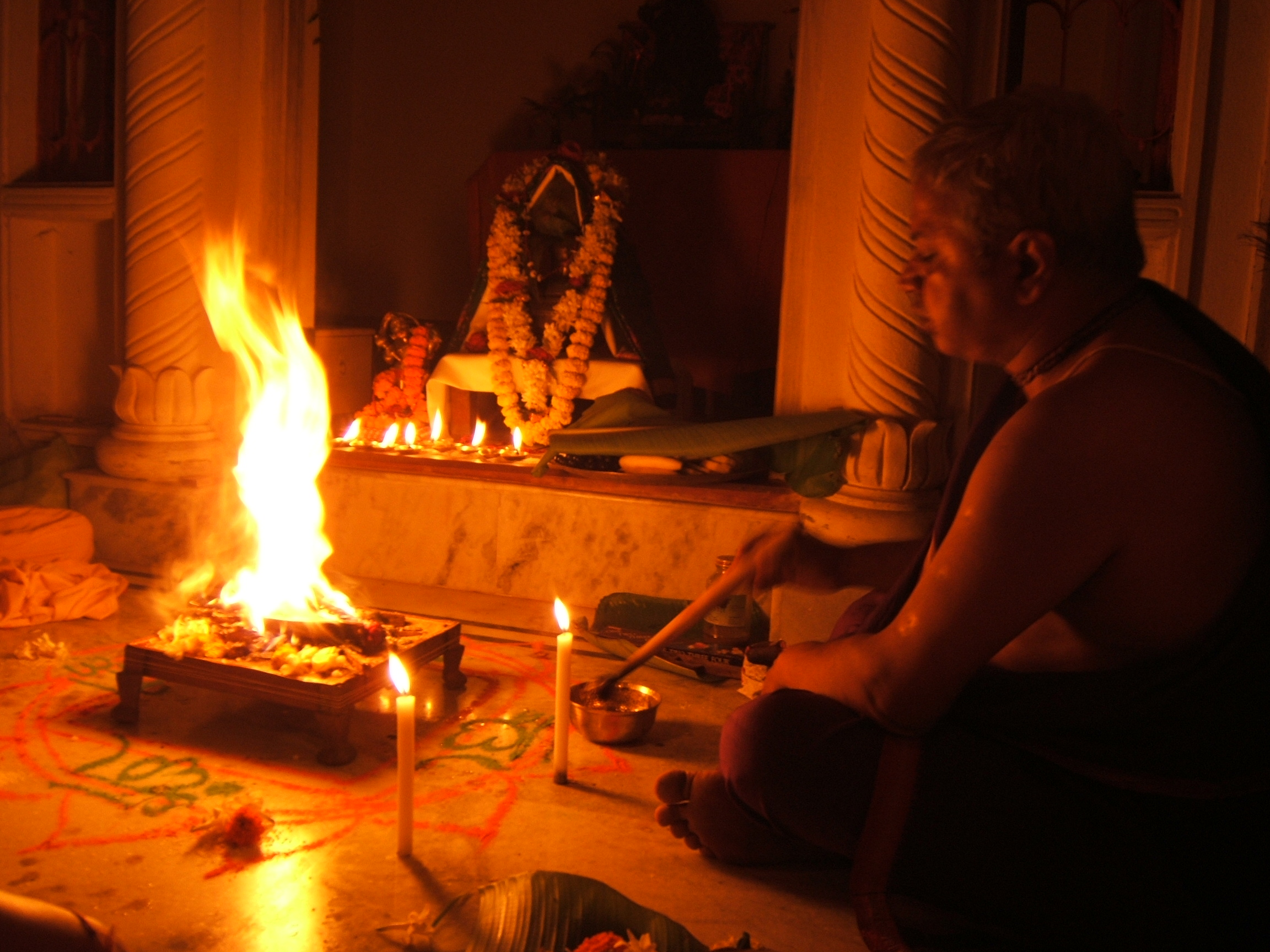
Een brahmaan voert een vuurofferritueel uit

Een brahmaan (Devanagari: ब्राह्मण, Sanskriet: brahmana) is een brahmaanse priester en de hoogste van de vier varna's van het Indische kastenstelsel. De termen brahmana en dvija (tweemaal-geborene) worden in brahmaanse teksten regelmatig door elkaar gebruikt in de betekenis van mannelijke leden van de eerste drie varna's.
Het brahmanisme onderwees dat de brahmaan uit de mond van de oppergod en schepper Brahma afkomstig was. Hun functie en taak in het brahmanisme was ongeveer die van priester. Zij kenden de rituelen die koningen dachten nodig te hebben om via hun god Brahma geluk, welvaart en succes te bereiken en hadden daarom een belangrijke en machtige positie in het oude India. De brahmanen bestudeerden de Veda's, de geschriften waarin die rituelen beschreven waren.
De kracht van de brahmanen en het brahmanisme was dat ze met de tijd wisten te veranderen en zo hun dominante positie binnen de maatschappij wisten te handhaven of weer te versterken na periodes van tegenslag. Zij wisten dit mede te bereiken door een superieur beeld van zichzelf te creëren. Al in de Veda's werd gesteld dat brahmanen goden waren en dat komt ook naar voren andere brahmaanse werken zoals de Mahabharata. In de dertiende parva van dit epos, de Anushasanaparva, bereikt deze arrogantie een hoogtepunt:
As a result of contempt for Brahmins, the demons live in water. Through the grace of Brahmins, the gods reside in heaven. [Just as] it is impossible to touch ether, or move the Himalaya, or restrain the Ganges by means of a dam, [so] the Brahmins are invincible in the world. The earth cannot be ruled in opposition to the Brahmins. The noble Brahmins are gods even to the gods themselves. 13.35.19–21
Veel brahmaanse literatuur was echter door brahmanen gecomponeerd met brahmanen als publiek en betrof vooral normatieve en geen beschrijvende uitspraken. In de praktijk was er dan ook regelmatig geen sprake van een dominante status. Daarnaast is ook binnen de brahmanen een rangorde. Bovenaan staan de brahmanen die voor hun levensonderhoud niet afhankelijk zijn van inkomsten die ze verdienen met het uitvoeren van rituelen. Veelal bezitten zij land en besteden zij hun tijd aan studie. Van hen die daar wel afhankelijk van zijn, staan de familiepriesters in hoger aanzien dan de priesters die hun diensten aanbieden op heilige plaatsen, zoals heilige rivieren en tempels. Van die laatsten staan de priesters die gelukbrengende ceremonies verzorgen in hoger aanzien dan zij die uitvaartrituelen uitvoeren.
Een manier om land te verkrijgen, was de agrahara, een gift van een koning of andere hoogwaardigheidsbekleder.

## Boeddhisme
De Boeddha herdefinieerde het begrip brahmaan, zodat het een meer spirituele betekenis kreeg, overeenkomstig die van een arahant of boeddha die verlichting bereikt heeft. Boeddha was het er niet mee eens dat de brahmanen uit de mond van Brahma afkomstig waren: immers, iedereen wist dat ze uit de moederschoot afkomstig zijn, net als andere mensen.
Hoewel de invloed van de brahmanen minder is dan vroeger en ze slechts een kleine minderheid vormen, heeft de kaste tot in de 21e eeuw een belangrijke rol in de moderne Indiase maatschappij op zowel sociaal, religieus, economisch als wetenschappelijk gebied.